# Museu Arqueológico Rafael Larco Herrera
O Museu Arqueológico Rafael Larco Herrera, mais conhecido como Museu Larco, está localizado no distrito de Pueblo Libre, em Lima, Peru, e é um dos principais museus das Américas, com um rico acervo arqueológico pré-colombiano com mais de 45 mil peças arqueológicas, que procura contar os mais de 5 mil anos de história pré-colombiana no Peru.
O museu foi fundado em 28 de julho de 1926, dia do aniversário da Independência do Peru, por Rafael Larco Hoyle, considerado um dos pais da arqueologia peruana, devido a importância do seu trabalho arqueológico em sítios de escavações, que contribuiu muito no âmbito da pesquisa arqueológica e em sua divulgação científica.
O museu recebeu esse nome em homenagem ao pai de Rafael Larco Hoyle, Rafael Larco Herrera, por quem Rafael Larco Hoyle nutria uma profunda admiração.

## História
A primeira peça do Museu Larco foi, na verdade, um presente do pai de Rafael Larco Hoyle, Rafael Larco Herrera, em 1923. Foi a partir desse momento que Rafael Larco Hoyle iniciou o processo de formação do acervo do museu . A ideia original do fundador foi compartilhar sua paixão pela arte pré-colombiana.
No decorrer dos anos, Rafael Larco fez centenas de viagens pelo Peru, adquirindo artefatos antigos. Em Arequipa, Cusco e Puno, conseguiu adquirir peças das culturas Puquina e Inca, bem como dos estilos de alta planície encontrados ao redor do Lago Titicaca. Em Huancayo, Pukara e Ayacucho adquiriu objetos de cerâmica nos estilos locais. Suas viagens à Ica, Nazca e Palpa levaram à reunião de um acervo de objetos do litoral sul, que seria complementado com a aquisição de diversos acervos daquela região. Além de adquirir inúmeras peças, Rafael Larco também recebeu algumas doações .
De 1933 a 1941, Rafael Larco Hoyle realizou trabalhos de escavação arqueológica com o objetivo de solucionar as questões que surgiram durante o estudo dos artefatos da coleção. O resultado das descobertas e pesquisas foi uma extensa bibliografia e o crescimento do acervo do museu .
Na década de 1950, Rafael Larco decidiu mudar-se para Lima, levando consigo o museu para a capital, com dois objetivos em mente: facilitar o acesso ao acervo a pessoas de todas as nações e disponibilizar o material arqueológico aos estudiosos do mundo inteiro. Ele adquiriu uma mansão do século XVIII da família Luna Cartland e a remodelou. Cerca de cinquenta anos depois, o museu passou por um processo de renovação, a fim de oferecer uma melhor experiência a cada um de seus visitantes. Desde então, é conhecido como Museu Larco e como porta de entrada para todos aqueles que buscam uma melhor compreensão do antigo Peru .

## Rafael Larco Hoyle
Em 1926, aos 25 anos, Rafael Larco Hoyle fundou o Museu Larco.
Diante da falta de informações arqueológicas, dedicou-se ao estudo do antigo Peru. Rafael Larco iniciou sua própria pesquisa científica e escavou vários sítios arqueológicos na costa norte do Peru. Por isso é considerado um dos pioneiros da arqueologia peruana .
Suas investigações levaram a uma série de descobertas arqueológicas notáveis, bem como a publicação de textos científicos. Seus estudos estratigráficos também foram importantes para o povo peruano compreender a profundidade de sua história pré-colombiana . 
Em 1946, apresentou a primeira ordenação das culturas costeiras do norte, antes mesmo do desenvolvimento do método de datação por radiocarbono. Nesse mesmo ano, Rafael Larco supervisionou e organizou a Conferência de Chiclín sobre arqueologia da costa norte do Peru .

## Cosmovisão Andina
Para entender o acervo do Museu Larco é necessário, antes, se despir de conceitos e preconceitos, ou eles dificultarão a compreensão da cultura pré-colombiana onde o Peru está inserido e, de onde, consequentemente, vem o acervo do Museu Larco. Como pessoas ocidentalizadas do século XXI, já não nos organizamos da mesma maneira que as sociedades antigas. Se hoje valorizamos o aqui e agora e estamos focados na vida, no presente, civilizações antigas honravam os seus Deuses com cerimônias, oferendas e sacrifícios e prestavam homenagens e cultos aos seus mortos, o que permitia ao seu povo contactar outros mundos: o submundo, habitado pelos mortos, e o mundo superior, habitado pelos Deuses .
As sociedades do antigo Peru eram sociedades agrícolas e tinham uma ligação forte e dinâmica com o seu ambiente natural, além de uma preocupação em compreender os ciclos da natureza, como o retorno cíclico das estações , visando garantir que os ciclos da natureza se repetissem sem grandes alterações . Essas sociedades consideravam que de forma semelhante os humanos também vivenciavam os ciclos naturais, nascem, vivem, morrem e viajam para o submundo ou mundo interior, onde a vida renasce .
Esses ciclos são possíveis porque as forças que animam o mundo estão em constante movimento. Essa dinâmica é representada pelo símbolo da espiral. Na Cosmovisão Andina, existem três planos ou mundos: o mundo acima é habitado pelos Deuses, o mundo terrestre, por homens e animais e o submundo é habitado pelos mortos .

### Morte
No antigo Peru, as pessoas estavam completamente convencidas de que havia vida após a morte. A morte foi pensada como um estado de transição . Acreditava-se que os ancestrais da comunidade tinham o poder de garantir que a sociedade e o universo como um todo continuassem a existir. Nas chefias, estados e império do antigo Peru, a morte de líderes (chefes, senhores, sacerdotes, sacerdotisas e imperadores) era um acontecimento crucial . Em vida, eles cumpriram papéis especiais associados à sua posição de intermediários entre o mundo terreno e o mundo habitado pelos Deuses, sendo considerados descendentes diretos, ou "filhos" dos Deuses .
Quando os seus líderes morriam a sociedade como um todo tinha de garantir que eles atravessariam com sucesso deste mundo para o mundo dos mortos, e que sua viagem até o seu destino final, mais perto dos Deuses, seria boa. Através dessa jornada, os líderes falecidos seriam transformados em antepassados da sociedade, cuidando e guiando-os a partir de sua posição elevada .
O "culto aos ancestrais" exigiam que os peruanos preparassem cuidadosamente os sepultamentos de seus líderes. A tumba, que era o espaço onde o ancestral habitaria, tinha que ser especialmente projetada. O corpo do ancestral tinha que ser preparado e vestido com adornos e emblemas que denotassem sua posição social, funções cerimoniais e pertencimento a uma linhagem divina. Todas essas atividades foram encarregadas de grande significado e importância .
Muitas das peças do acervo do Museu Larco foram criadas como oferendas para serem levadas ao túmulo e passarem para a terra dos mortos . Não eram objetos destinados ao uso diário, embora suas formas aparentemente utilitárias possam sugerir tais usos. Sua verdadeira função era servir como objetos espirituais e não terrenos .

### Reverência aos Ancestrais
Nas sociedades andinas havia uma preocupação constante com a continuidade do ciclo da vida. Por isso, quando seus líderes morriam, construíam tumbas e realizavam ritos fúnebres para transformá-los em ancestrais poderosos, capazes de fertilizar a terra e garantir que a sociedade e o universo continuassem a existir .
- Mantos Funerários

Os mantos funerários eram utilizados pelos povos da costa sul do Peru para embrulhar os corpos dos seus mortos em múltiplas camadas, juntamente com oferendas, criando assim uma espécie de pacote ou pacote funerário que era então depositado numa cova no solo. Esse manto expressava a visão de mundo andina através de imagens de animais que representavam os diferentes mundos e os reuniam em um mesmo objeto ;
- Máscara Funerária

As máscaras funerárias foram uma parte importante do enterro dos líderes das antigas sociedades peruanas. A máscara permitiu que o falecido se transformasse na figura que representava .

### O Morto
Na Cosmovisão Andina, os mortos continuam ativos no submundo. Sua vitalidade se manifestava na possibilidade de continuar procriando, pois, mesmo sendo cadáver, o homem é capaz de emitir sêmen fecundante .

### O Retorno
O ciclo continua...da terra, fecundada pelos mortos que habitam o submundo, emergem os frutos .

## Peru: berço da civilização
O Peru é mundialmente famoso graças ao Império Inca na Cordilheira dos Andes; no entanto, poucos sabem que esta sociedade existiu apenas durante os últimos 100 anos antes da chegada dos conquistadores espanhóis . Durante quase 400 anos, do século XVI ao início do século XX, quando se falava do Peru antes da conquista, apenas os Incas eram mencionados, tornando-os assim mundialmente conhecidos. Entretanto, a civilização peruana já existia milhares de anos antes dos Incas .
Os primeiros trabalhos arqueológicos no início do século XX mostraram que os Incas governaram o Peru apenas durante 150 anos de um desenvolvimento cultural que durou mais de 10.000 anos .
As seis regiões do mundo onde as primeiras civilizações surgiram de forma independente, sem que uma influenciasse a outra, são conhecidas como "berços da civilização". São elas: China (grande civilização desenvolvida às margens do Rio Amarelo); Índia (cidadelas importantes foram construídas ao longo do rio Indo); Mesopotâmia (entre os rios Tigre e Eufrates, onde atualmente fica o Iraque, surgiram as cidades sumérias); Egito (a fertilidade na bacia do rio Nilo favoreceu o surgimento de uma grande império); Mesoamérica (entre o Golfe do México e o Oceano Pacífico, desenvolveram-se as culturas olmeca, maia e asteca) e Peru (a área andina foi povoada há aproximadamente 14.000 anos e há aproximadamente 5.000 surgiu a civilização .

## A estratigrafia
Para conhecer a antiguidade das diversas culturas que se desenvolveram no passado, a arqueologia estuda a superposição das camadas que se formam ao longo do tempo e os materiais nela encontrados .
O estudo do conteúdo dos túmulos, especialmente dos objetos cerâmicos, permite identificar a cultura a que pertencia o indivíduo sepultado. Alguns dos fragmentos cerâmicos escavados nos cortes estratigráficos são muito "diagnósticos", ou seja, a sua forma, técnicas e desenhos permitem identificar a cultura a que pertenciam e organizá-los no tempo .
Rafael Larco Hoyle aplicou seus conhecimentos de agronomia e comportamento climático ao estudo das camadas estratigráficas identificadas em suas escavações. As datas da proposta cronológica de Rafael eram precisas e continuam atuais e utilizadas pela arqueologia moderna .

## A cerâmica
A cerâmica sempre foi vista pelos investigadores como uma rica fonte de informação sobre diversos aspectos das sociedades que a produziram. As culturas pré-colombianas foram definidas em grande parte pelas características estilísticas e iconográficas de suas cerâmicas. Dado que a cerâmica varia ao longo do tempo e do espaço, serve para estabelecer cronologias culturais locais e regionais .
Do início da cerâmica à fase em que a aperfeiçoam, durante a Era Formativa, decorrem cerca de 800 anos . O Museu Larco possui peças de cerâmica dessa época, encontradas em sítios arqueológicos como Queneto, Curayacu e Kotosh .
O trabalho de cerâmica exige saber controlar cada etapa da produção: escolha da matéria-prima, preparo da pasta, confecção da peça, decoração, secagem, acabamento superficial e queima . No acervo do Museu Larco, encontramos diversas técnicas e estilos desenvolvidos pelas sociedades pré-colombianas. Também não é incomum encontrarmos peças com formas, cores e desenhos de mais de uma dessas culturas, resultado de conquistas de um povo sobre outro.
Com a chegada dos conquistadores espanhóis, elementos da cultura europeia foram introduzidos na arte andina .

## Coleção do museu
O museu oferece uma visão  da história do Peru de uma forma simples, mas completa, tornando-se assim um ponto de partida para quem deseja conhecer e compreender o Peru. Lugares como o grande templo de Pachacamac, a poucos quilômetros ao sul de Lima, as conhecidas linhas de Nasca na costa sul, as magníficas Pirâmides do Sol e da Lua no norte e, claro, até mesmo Machu Picchu, o soberbo santuário Inca, em Cusco, começam a fazer sentido quando são vistos como parte de uma história mais ampla e profunda .
Entre as suas mais de 45.000 peças de arte pré-colombiana, está o maior acervo de cerâmica erótica do mundo.

## Exposições
O Museu Larco possui várias salas em sua Exposição Permanente. São elas: Introdução (Sala 1); Cultura do antigo Peru (Salas 2, 3 e 4); Tecidos do antigo Peru (Sala 5); Sincretismo (Sala 6); Cerimônia do Sacrifício (Sala 7); Recipientes Cerimoniais (Sala 8); Guerra Ritual e Música (Sala 9); Morte no antigo Peru (Sala 10); Ouro e Joias (Salas 11, 12 e 13). O museu também possui uma Sala Erótica, denominada Galeria Erótica 'Checan", que ocupa as seguintes salas: Introdução (Sala 1); Corpos Femininos e Masculinos (Sala 3); Uniões Procriativas (Sala 4); Interações Sexuais Propiciatórias (Sala 5) e Regeneração (Sala 6).
- Cultura do antigo Peru

Nesta sala, o museu expõe peças da Era Pré-cerâmica (8.000 a,C. - 2.000 a.C.), como pontas de lança de pedra de povos caçadores-coletores, que começaram a povoar o litoral há 10.000 anos e construíram as primeiras vilas costeiras; cerâmicas de sítios arqueológicos como Queneto, de pescadores-coletores, que começaram a produzir cerâmica de queima direta e cujos primeiros vasos possuíam formatos que lembram frutas e animais; cerâmicas da cultura Cupisnique, descoberta por Rafael Larco Hoyle em 1930 e que se desenvolveram durante a Era Formativa, há 3.000 anos; cerâmicas da cultura Virú, também descoberta por Rafael Larco, em 1933; cerâmicas da cultura Salina, descoberta por Rafael Larco, em 1941; uma Estela Pacopampa de uma divindade feminina que reunia em si o poder dos três mundos; cerâmicas da cultura Mochica, que atingiram um alto nível artístico em suas esculturas naturalistas.
- Tecidos no antigo Peru

Nesta sala, vemos a importância que os tecidos possuíam nas sociedades pré-colombianas, que podia ser comparada ao do ouro e da prata. Para além da função de vestimenta, os tecidos também eram um meio de difundir ideias religiosas e levar mensagens ao além, quando eram usados para envolver os mortos .
- Sincretismo

Nesta sala, vemos a junção da arte andina com a cultura espanhola, resultado do processo que procurou eliminar as formas de culto e crenças indígenas que sobreviveram à conquista espanhola. Durante a colônia, artistas andinos reinterpretaram a cultura espanhola, assimilando técnicas europeias e adaptando-as aos recursos e práticas indígenas. Sob o disfarce cristão, os mitos e ritos andinos continuaram a ser expressos. A arte foi o meio visual para o exercício da dominação ideológica e para a transmissão das principais ideias religiosas e a telas pintadas foram o meio mais importante para a catequização, e nelas podemos ver como se expressavam essas crenças sincréticas .
- Cerimônia do Sacrifício

Nesta sala, vemos diversas artes da cultura Mochica, todas representando cerimônias de sacrifício. O sacrifício era o ato central de quase todas as religiões e consistia em oferecer uma vítima para apaziguar a ira de Deuses, espíritos ou forças cósmicas. Na cultura Mochica, o combate entre guerreiros parece ter tido como objetivo selecionar candidatos ao sacrifício entre os membros mais produtivos da sociedade. Dessa forma, a sociedade oferecia aos seus Deuses um dos seus bens mais preciosos em troca de bem-estar comunitário .
- Recipientes Cerimoniais

Nesta sala, podemos compreender a importância dos recipientes para os antigos peruanos, visto que as cerimônias mais importantes no antigo Peru eram aquelas relacionadas à fertilidade, ao sacrifício e ao culto aos mortos, ou seja, em todas essas cerimônias a oferta e a troca de fluidos era central . Para tanto, eles criaram tigelas, copos e taças para conter líquidos cerimoniais, como água, bebidas fermentadas e sangue sacrificial .
- Guerra Ritual e Música

Nesta sala, vemos um acervo vasto de peças que foram usadas em combates e que nos mostram como os guerreiros se preparavam para a guerra, com roupas e decorações luxuosas, nem sempre funcionais para uma atividade que exigia movimento, velocidade e eficiência no ataque. Esses ornamentos eram utilizados como símbolos religiosos e de prestígio, demonstrando a função cerimonial do combate . Nas sociedades andinas, a música e a dança também eram importantes e estavam presentes em cerimônias de culto, procissões e peregrinações a locais sagrados, na preparação para combates rituais, enterros e nos sacrifícios . Eles criaram instrumentos de percussão e sopro com diversos materiais oferecidos pela natureza, tais como tambores, chocalhos, apitos, quenas, antaras e trombetas .
- Morte no antigo Peru

Nesta sala, vemos materializado em forma de acervo o que foi dito anteriormente sobre a morte no antigo Peru. Enxovais funerários, bens funerários em miniatura, máscaras funerárias, cetro cerimonial, crânios deformados e trepanados (procedimento cirúrgico para eliminar hematomas ou remover partes fraturadas de ossos do crânio, provavelmente adquiridos durante combates rituais ou confrontos de guerreiros), pacote funerário Huari, com restos humanos e têxteis e cabeça de pacote funerário de Chancay  são algumas das peças que compõem essa sala.
- Ouro e Joias

As vestes e os ornamentos dos governantes do antigo Peru eram símbolos que comunicavam não só quem eles eram na terra, mas quem eles seriam após a morte . No antigo Peru, os líderes vestiam-se e adornavam-se com roupas exclusivas e adequadas à sua posição.. Ao morrerem, foram enterrados com suas roupas rituais, que os identificaram em vida e permitiram que fossem reconhecidos como descendentes dos Deuses. Ourives, tecelões, oleiros e outros artesãos especializados dedicaram sua habilidade para vestir e adornar seus senhores, tanto para a vida quanto para a morte  e é essa habilidade que vemos nesta sala. Colares, cintos, pulseiras, anéis de ouro, protetores de ouvido, argolas para nariz, protetores de orelhas, coroas, toucados funerários, roupas, joias, peitorais, enxovais de ouro, enxovais funerários, placas e medalhões compõem essa riquíssima coleção do antigo Peru.

## Exposições Internacionais
Além de suas exposições permanentes, o Museu Larco empresta suas coleções a vários museus e centros culturais no mundo .

## Galeria Erótica
Esta importante coleção de arte erótica pré-colombiana oferece uma abordagem diferente da sexualidade, uma vez que o erotismo presente nesta coleção alude ao desejo, à atração e à união de forças opostas mas complementares que permitem a constante regeneração da vida . Estas uniões são a expressão do encontro do par de opostos que precisam um do outro. Como resultado desta união, uma nova vida cresce e vem à luz a partir do corpo feminino, e acompanha os pais na cama que continuam a ser sexualmente ativos juntamente com o exercício da sua maternidade e paternidade .
Porém, no antigo Peru homens e mulheres não procriam e alimentam-se apenas, outras atividades sexuais que não levam à fertilização eram comuns e foram modeladas detalhadamente pelos artistas andinos, que resulta na coleção presente nesta sala. Há cerâmicas que retratam relações sexuais para a procriação , frascos que mostram união sexual anal , peças de casais se masturbando , peças que mostram mulheres amamentando seus bebês , outras mostrando cenas de gravidez e parto , cópula entre animais  , entre outros.
Checan é a palavra que na língua Muchik significa "Amor", e foi o termo escolhido por Rafael Larco Hoyle para intitular seu trabalho sobre as representações sexuais do mundo andino .

## Depósito Visitável
Desde a sua fundação em 1926, o depósito do Museu Larco é o único no Peru e um dos poucos no mundo aberto ao público. São 30.000 peças arqueológicas de cerâmica cuidadosamente classificadas e abertas à visitação .

## Catálogo Online
O Museu Larco foi o primeiro museu da América Latina a catalogar eletronicamente todo o seu acervo e torná-lo acessível à comunidade por meio do seu catálogo online, proporcionando acesso público a 100% de suas coleções. Além de ser a primeira coleção peruana a ser incluída no Registro Nacional de Bens Arqueológicos do Peru .
Em 2008, o museu renovou seu catálogo para proporcionar maior acessibilidade aos pesquisadores. O sistema de gerenciamento de acervo do Museu Larco permite aos pesquisadores conhecer detalhadamente o acervo e contribuir diretamente na curadoria das coleções .
O acesso público às coleções permitiu ao museu recorrer à investigação multidisciplinar para gerar ligações entre o seu público e as coleções .

## Educação
O Museu Larco possui um setor educativo muito ativo, que oferece programas educativos, tais como, passeios diários, programas escolares e para outros tipos de público, de acordo com as necessidades e especificidades de cada grupo e/ou visitante .
Como o foco é a valorização da cultura e da história do antigo Peru, muitas das atividades são temáticas e interativas, visando conectar o acervo do museu à história peruana e propondo uma forma lúdica e divertida de visitar um espaço museal sem, no entanto, ser uma visita caricata. Parte disso se deve à esquipe de mediadores do museu, composta por formandos em Pedagogia Museológica , jovens treinados em mediação e interpretação patrimonial .
Os programas do Museu Larco foram desenvolvidos a partir das abordagens pedagógicas da Educação Museal, que consiste na investigação e aprendizagem a partir do objeto histórico/artístico. Estes programas utilizam várias metodologias com o objetivo de expandir as capacidades já existentes e facilitar o desenvolvimento de novas competências em áreas como pessoal social, ciências sociais, comunicações, ciência e tecnologia, arte e cultura e, sobretudo, a compreensão das culturas pré-colombianas do antigo Peru .
Apesar de ser uma instituição privada, o Museu Larco, através do seu setor educativo, está contribuindo para o processo de decolonização do museu. A diversidade em sua equipe de mediadores permite não só um olhar, mas olhares diversos. Além dos mediadores, os programas também são dirigidos por pré-profissionais e profissionais da Educação, História, Arqueologia, Arte, Antropologia e Turismo, que recebem formação contínua  em temas relacionados às coleções do museu, bem como em Pedagogia Museológica e Interpretação do Patrimônio . Com uma iniciativa como essa, o Museu Larco está realmente mantendo vivo o objetivo de seu fundador: promover acesso público e incentivar a investigação multidisciplinar. Não basta ter um rico acervo, é necessário facilitar o acesso ao seu público.
1. 1 2 3 4 5 6 7 8  Larco, Museo. «Colección». Museo Larco (em espanhol). Consultado em 12 de dezembro de 2023
2. 1 2  Larco, Museo. «Colección». Museo Larco (em espanhol). Consultado em 13 de dezembro de 2023
3. 1 2 3 4  Larco, Museo. «Culturas del antiguo Perú». Museo Larco (em espanhol). Consultado em 12 de dezembro de 2023
4. 1 2 3 4 5 6 7 8 9 10  «Death in Ancient Peru». Google Arts & Culture. Consultado em 12 de dezembro de 2023
5. ↑  Larco, Museo. «Los animales sagrados Cupisnique». Museo Larco (em espanhol). Consultado em 12 de dezembro de 2023
6. 1 2 3 4  Larco, Museo. «Muerte en el antiguo Perú». Museo Larco (em espanhol). Consultado em 12 de dezembro de 2023
7. 1 2  «Museo Larco, Lima, Peru». Google Arts & Culture. Consultado em 12 de dezembro de 2023
8. 1 2  Larco, Museo. «Introducción». Museo Larco (em espanhol). Consultado em 12 de dezembro de 2023
9. ↑  Larco, Museo. «Perú: Cuna civilizatoria». Museo Larco (em espanhol). Consultado em 12 de dezembro de 2023
10. 1 2 3  Larco, Museo. «La estratigrafía». Museo Larco (em espanhol). Consultado em 12 de dezembro de 2023
11. 1 2  Larco, Museo. «Queneto». Museo Larco (em espanhol). Consultado em 12 de dezembro de 2023
12. ↑  Larco, Museo. «Tecnología cerámica». Museo Larco (em espanhol). Consultado em 12 de dezembro de 2023
13. ↑  Larco, Museo. «Cerámica colonial». Museo Larco (em espanhol). Consultado em 12 de dezembro de 2023
14. ↑  Larco, Museo. «Tejidos del antiguo Perú». Museo Larco (em espanhol). Consultado em 12 de dezembro de 2023
15. ↑  Larco, Museo. «Sincretismo». Museo Larco (em espanhol). Consultado em 12 de dezembro de 2023
16. ↑  Larco, Museo. «Ceremonia del sacrificio». Museo Larco (em espanhol). Consultado em 12 de dezembro de 2023
17. ↑  Larco, Museo. «Recipientes ceremoniales». Museo Larco (em espanhol). Consultado em 12 de dezembro de 2023
18. ↑  Larco, Museo. «Recipientes ceremoniales». Museo Larco (em espanhol). Consultado em 13 de dezembro de 2023
19. 1 2 3  Larco, Museo. «Guerra ritual y música». Museo Larco (em espanhol). Consultado em 12 de dezembro de 2023
20. 1 2  Larco, Museo. «Oro y joyas». Museo Larco (em espanhol). Consultado em 12 de dezembro de 2023
21. ↑  Larco, Museo. «Museo Larco en el mundo». Museo Larco (em espanhol). Consultado em 12 de dezembro de 2023
22. ↑  Larco, Museo. «Galería Erótica». Museo Larco (em espanhol). Consultado em 12 de dezembro de 2023
23. ↑  Larco, Museo. «Uniones de procreación». Museo Larco (em espanhol). Consultado em 12 de dezembro de 2023
24. ↑  Larco, Museo. «Uniones Mochica». Museo Larco (em espanhol). Consultado em 12 de dezembro de 2023
25. ↑  Larco, Museo. «Sexo no reproductivo». Museo Larco (em espanhol). Consultado em 12 de dezembro de 2023
26. ↑  Larco, Museo. «Pareja Salinar». Museo Larco (em espanhol). Consultado em 12 de dezembro de 2023
27. ↑  Larco, Museo. «Lactancia». Museo Larco (em espanhol). Consultado em 12 de dezembro de 2023
28. ↑  Larco, Museo. «Embarazo y parto». Museo Larco (em espanhol). Consultado em 12 de dezembro de 2023
29. ↑  Larco, Museo. «Cópula entre animales». Museo Larco (em espanhol). Consultado em 12 de dezembro de 2023
30. ↑  Larco, Museo. «Introducción». Museo Larco (em espanhol). Consultado em 12 de dezembro de 2023
31. ↑  Larco, Museo. «Depósitos visitables». Museo Larco (em espanhol). Consultado em 12 de dezembro de 2023
32. ↑  Larco, Museo. «Educación». Museo Larco (em espanhol). Consultado em 13 de dezembro de 2023
33. ↑  Larco, Museo. «Recorridos diarios». Museo Larco (em espanhol). Consultado em 13 de dezembro de 2023
34. ↑  Larco, Museo. «Recorridos privados». Museo Larco (em espanhol). Consultado em 13 de dezembro de 2023
35. 1 2  Larco, Museo. «Programas escolares presenciales». Museo Larco (em espanhol). Consultado em 13 de dezembro de 2023